# Tomasz Jurkowski
Tomasz Jurkowski (ur. 1 sierpnia 1970 w Garbatce-Letnisku) – polski piłkarz występujący na pozycji pomocnika.

## Życiorys
Był młodzieżowym reprezentantem Polski, uczestniczył m.in. w inauguracyjnym turnieju o Puchar Syrenki w 1986 roku. Seniorską karierę rozpoczynał w MZKS Kozienice. W 1988 roku został zawodnikiem Radomiaka Radom. W sezonie 1988/1989 spadł z Radomiakiem z II ligi. W sezonach 1989/1990 i 1990/1991 był najlepszym strzelcem Radomiaka, z odpowiednio 13 i 11 golami. Na początku 1992 roku przeszedł do Hetmana Zamość, z którym w sezonie 1991/1992 awansował do II ligi. W sezonie 1992/1993 II ligi zdobył w barwach Hetmana 10 bramek w 28 meczach ligowych. Po zakończeniu sezonu został piłkarzem Stali Stalowa Wola, występującej wówczas w I lidze. W ciągu dwóch lat gry w I lidze rozegrał dla Stali 54 mecze, w których strzelił dwie bramki. Po spadku Stali w sezonie 1994/1995 grał w tym klubie jeszcze półtora roku, zanim na początku 1997 roku nie przeszedł do Górnika Łęczna. W Górniku grał do 1999 roku. W 2000 roku grał w Radomiaku.

## Statystyki ligowe
| Sezon         | Klub              | Liga    | Mecze | Gole |
| ------------- | ----------------- | ------- | ----- | ---- |
| 1992/1993     | Hetman Zamość     | II liga | 28    | 10   |
| 1993/1994     | Stal Stalowa Wola | I liga  | 26    | 1    |
| 1994/1995     | Stal Stalowa Wola | I liga  | 28    | 1    |
| 1995/1996     | Stal Stalowa Wola | II liga | 15    | 1    |
| 1996/1997 (j) | Stal Stalowa Wola | II liga | 13    | 1    |
| 1996/1997 (w) | Górnik Łęczna     | II liga | 13    | 2    |
| 1997/1998     | Górnik Łęczna     | II liga | 25    | 4    |
| 1998/1999     | Górnik Łęczna     | II liga | 18    | 0    |